# Bobcat (navegador)
Bobcat es un navegador web en modo texto para el sistema operativo DOS.

## Características
Bobcat está basado en las características del navegador web Lynx (específicamente, la versión 2.4.2) aunque no es una conversión completa. Bobcat incluye partes del código de Lynx 2.6, además de partes del navegador web DOSLYNX.Bobcat busca ser una alternativa de Lynx aunque con menos características, en función de reducir los requerimientos de hardware. Mientras que Lynx requiere como mínimo un procesador 386 para funcionar en DOS, Bobcat puede funcionar en procesadores 8086. Aunque originalmente incluía soporte para los protocolos FTP y Gopher, derivados de Lynx, estos fueron removidos en Bobcat 0.7 para reducir el peso de la aplicación.
El nombre bobcat es un juego de palabras: bobcat es otro nombre para el Lynx rufus (o lince rojo), un felino de tamaño mediano, emparentado con el lince (Lynx).